# سعید کامیار

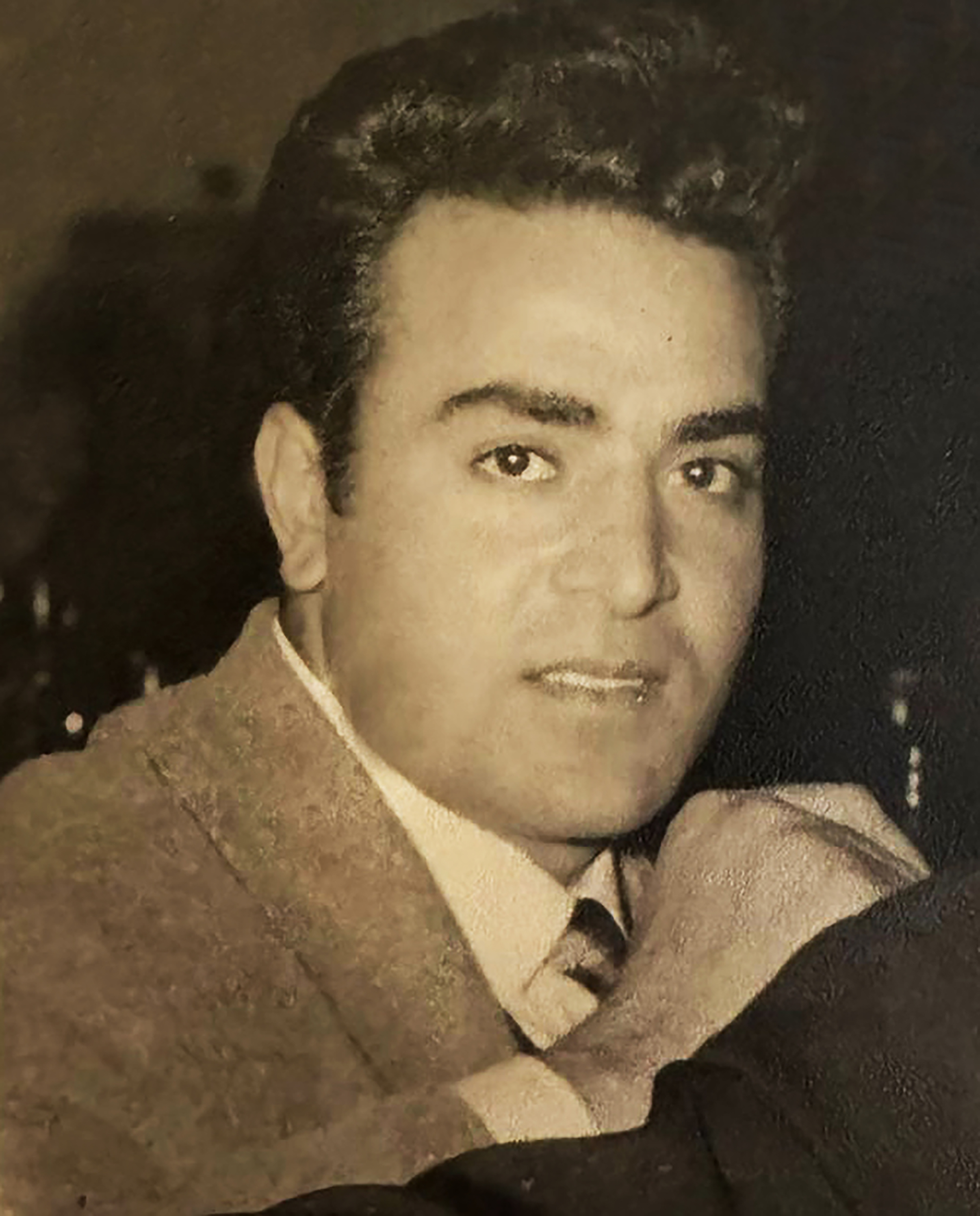

سعید فاضل زاد با نام هنری سعید کامیار (زاده ۱۳۱۳ - درگذشته خرداد ۱۳۸۶) بازیگر کارگردان و تهیه‌کننده فیلم اهل ایران بود.

## زندگی‌نامه
سعید کامیار متولد ۱۳۱۳ تبریز است. وی فعالیت هنری را سال ۱۳۳۵ با بازی در تئاتر «آناهیتا» آغاز کرد. او سینما را سال ۱۳۴۰ با بازی در فیلم «مرغابی سرخ کرده» به کارگردانی نصرت الله وحدت تجربه کرد.

## فیلمشناسی

### کارگردان
1. آشیانه خورشید (۱۳۴۶)
2. گردن کلفت (۱۳۴۳)

### نویسنده
1. آشیانه خورشید (۱۳۴۶)
2. گردن کلفت (۱۳۴۳)

### بازیگر
1. گروگان (۱۳۵۳)
2. پدر که ناخلف افتد (۱۳۵۱)
3. حسن فرفره (۱۳۴۹)
4. شهر گناه (۱۳۴۹)
5. تعطیلات داش اسمال (۱۳۴۸)
6. عشق کولی (۱۳۴۸)
7. آشیانه خورشید (۱۳۴۶)
8. صیادان نمک‌زار (۱۳۴۴)
9. زندگی دوزخی (۱۳۴۳)
10. کمینگاه شیطان (۱۳۴۳)
11. گردن کلفت (۱۳۴۳)
12. زن‌ها فرشته‌اند (۱۳۴۲)
13. ستاره‌ای چشمک زد (۱۳۴۲)
14. مرغابی سرخ‌کرده (۱۳۴۰)

### تهیه‌کننده
1. آشیانه خورشید (۱۳۴۶)
2. گردن کلفت (۱۳۴۳)